# Ionești (Vâlcea)
Ioneşti è un comune della Romania di 4 466 abitanti, ubicato nel distretto di Vâlcea, nella regione storica dell'Oltenia. 
Il comune è formato dall'unione di 8 villaggi: Bucșani, Dealu Mare, Delureni, Fotești, Guguianca, Ionești, Marcea, Prodănești.